# 오키나와 은행 (1899년)
오키나와 은행(일본어: 沖縄銀行/おきなわぎんこう)은 제2쇼씨이자 슈리사족인 쇼준이 중심이 되어서 1899년에 개업한 오키나와 현 최초의 사립은행이다. 그리고 지금의 오키나와 은행과는 아무 상관도 없다.

## 개요
1899년에 쇼준은 자본금 15만 엔으로 이 은행을 개업했다. 잠시 오키나와 상업 은행'(沖縄商業銀行)으로 불렸지만 나중엔 오키나와 은행으로 불렸다. 쇼 일가의 출자에 의해 생겨난 은행이다. 이 은행은 당시 현내의 다른 사립 은행을 압도했다.
하지만 다이쇼 시대에 이 은행은 경영난에 빠졌으며 1925년에 해산되었다. 그리고 다른 은행과 합병되면서 오키나와 흥업 은행(沖縄興業銀行)으로 바뀌었다.

## 같이 보기
- 제2쇼씨
- 쇼준
- 사족
- 주고 은행